# Neolophonotus argyphus
Neolophonotus argyphus là một loài ruồi trong họ Asilidae. Neolophonotus argyphus được Londt miêu tả năm 1988. Loài này phân bố ở vùng nhiệt đới châu Phi.